# Liste du patrimoine immobilier classé de Saint-Georges-sur-Meuse
Cette page regroupe l'ensemble du patrimoine immobilier classé de la commune belge de Saint-Georges-sur-Meuse.
| Objet | Année de construction / Architecte | Adresse | Section communale | Coordonnées                      | Numéro d’inventaire | Illustration |
| --- | ---------------------------------- | --- | ----------------- | -------------------------------- | ------------------- | --- |
| Tumulus et alentours |                                    | Rue du Tumulus |                   | 50° 35′ 41″ nord, 5° 20′ 24″ est | 64065-CLT-0001-01   | Tumulus et alentours |
| Château de Warfusée et les bâtiments annexes, à l'exception de l'orangerie                                                                          |                                    | Rue de Warfusée, n°113 (M) et ensemble formé par ledit château et ses annexes, l'orangerie et les terrains avoisinants (S) |                   | 50° 35′ 07″ nord, 5° 22′ 14″ est | 64065-CLT-0002-01   | Château de Warfusée et les bâtiments annexes, à l'exception de l'orangerie                                                                          |
| Les façades, les toitures et la salle de spectacle de l'immeuble l'Union sis                                                                        | 1908                               | Rue Reine Astrid, n°69 |                   | 50° 34′ 57″ nord, 5° 21′ 28″ est | 64065-CLT-0004-01   | Les façades, les toitures et la salle de spectacle de l'immeuble l'Union sis                                                                        |
| Le site archéologique du tumulus de Yernawe |                                    | |                   | 50° 35′ 41″ nord, 5° 20′ 24″ est | 64065-PEX-0001-01   | Le site archéologique du tumulus de Yernawe |
| Le château de Warfusée et les bâtiments annexes (M) et ensemble formé par ledit château et ses annexes, l'orangerie et les terrains avoisinants (S) |                                    | |                   | 50° 35′ 07″ nord, 5° 22′ 14″ est | 64065-PEX-0002-01   | Le château de Warfusée et les bâtiments annexes (M) et ensemble formé par ledit château et ses annexes, l'orangerie et les terrains avoisinants (S) |